# Estômbar e Parchal
Estômbar e Parchal (oficialmente: União das Freguesias de Estômbar e Parchal) é uma freguesia portuguesa do município de Lagoa (Algarve), com 28,07 km² de área e 9361 habitantes (censo de 2021). A sua densidade populacional é 333,5 hab./km².

## História
Foi constituída em 2013, no âmbito de uma reforma administrativa nacional, pela agregação das antigas freguesias de Estômbar e Parchal e tem a sede em Estômbar.

## Demografia
A população registada nos censos foi:
| Distribuição da População por Grupos Etários | Distribuição da População por Grupos Etários | Distribuição da População por Grupos Etários | Distribuição da População por Grupos Etários | Distribuição da População por Grupos Etários | Distribuição da População por Grupos Etários |
| -------------------------------------------- | -------------------------------------------- | -------------------------------------------- | -------------------------------------------- | -------------------------------------------- | -------------------------------------------- |
| Antes da agregação                           |                                              |                                              |                                              |                                              |                                              |
| Ano                                          | 0-14 anos                                    | 15-24 anos                                   | 25-64 anos                                   | >= 65 anos                                   | Total                                        |
| 2001                                         | 1365                                         | 1081                                         | 4498                                         | 1092                                         | 8036                                         |
| 2011                                         | 1478                                         | 991                                          | 5087                                         | 1448                                         | 9004                                         |
| Após a agregação                             |                                              |                                              |                                              |                                              |                                              |
| Ano                                          | 0-14 anos                                    | 15-24 anos                                   | 25-64 anos                                   | >= 65 anos                                   | Total                                        |
| 2021                                         | 1402                                         | 1012                                         | 4939                                         | 2008                                         | 9361                                         |